# Аднан Чиргић
Аднан Чиргић (Титоград, 1980) црногорски је лингвиста, професор српског језика и књижевност и први професор црногорског језика и књижевности у историји. Директор је Института за црногорски језик и књижевност. Један је од коаутора прве црногорске граматике.

## Биографија
Рођен је 1980. године. Дипломирао је на катедри за српски језик и књижевност на Филозофском факултету Универзитета Црне Горе у Никшићу, гдје је завршио и постдипломске студије. Потом је у Загребу уписао катедру за црногорски језик и књижевност, која је отворена у вријеме деведесетих година на Филозофском факултету Загребачког универзитета. Докторску тезу Говор подгоричких муслимана (синхрона и дијахрона перспектива) (говор свог народа дуже вријеме проучава) одбранио је на 2007. године на Филозофском факултету Универзитета Јосипа Јураја Штросмајера у Осијеку, поставши први професор и доктор црногорскога језика и књижевности.
Предсједник је Одбора за стандардизацију црногорског језика и књижевности (основаном 2008. године као иницијалну тачку стандардизације црногорског језика). Од оба предлога за састављање правописа, а које Влада Црне Горе није прихватила већ подржала 2009. године трећу верзију чији аутор није Одбор, Чиргић је подржао конзервативнију верзију. Заједно са др Јосипом Силићем и Ивом Прањковићем, аутор је Граматике црногорског језика и књижевности која је службено усвојена 2010. године, а која је критикована као промовисање архаизама, који су били предложени и у неусвојеном нацрту за правопис међу чијим ауторима је и Чиргић, и за убацивање кроатизама. На питање због чега су првенствено хрватски стручњаци задужени, Чиргић је одговорио да у Црној Гори нема нити стручности нити интереса да се направи прва црногорска граматика.
Аутор је пет књига и преко шездесет научних и стручних радова из области лингвистике објављених у земљи и иностранству. Приредио је за штампу (са Александром Радоманом) роман Николе I Петровића — Деспа, Историју црногорске књижевности од почетака писмености до XIII вијека Војислава П. Никчевића, те Смрт Смаил-аге Ченгића Ивана Мажуранића. Покретач је и главни и одговорни уредник међународног научног часописа за језикословна, књижевна и културна питања Lingua Montenegrina и аутор радне верзије новоусвојеног Правописа црногорског језика. Члан је Матице црногорске, НВО Црногорског ПЕН центра и Босанског лингвистичког друштва.

## Књиге
- Језички непребол, Цетиње, 2007.
- Рјечник говора подгоричких муслимана, Подгорица, 2007.
- Говор подгоричких муслимана, Цетиње, 2007.
- Био-библиографија Војислава П. Никчевића с освртом на научни допринос (у коауторству са Љиљаном Липовином), Цетиње, 2009.
- Рјечник његушкога говора, Подгорица 2009.